# تقييم العملية التعليمية

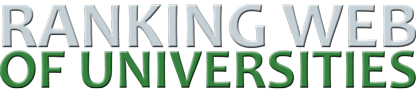
قياسات الويب

تقييم العملية التعليمية هو عملية التقييم التي تصف بعض جوانب العملية التعليمية وتقويمها.
ويهدف تقييم العملية التعليمية إلى تحقيق غرضين عامين يتعارضان مع بعضهما البعض أحيانًا، فعادة ما تحتاج المؤسسات التعليمية إلى بيانات التقييم لإظهار كفاءتها للممولين وأصحاب المصلحة الآخرين ولقياس أدائها لأغراض التسويق، هذا بالإضافة إلى كون تقييم العملية التعليمية نشاطًا متخصصًا يلزم على المدرسين القيام به في حال اعتزام المراجعة المستمرة وتعزيز العملية التعليمية التي يسعون إلى تبسيطها.

## معايير تقييم العملية التعليمية
نشرت اللجنة المشتركة المعنية بمعايير تقييم العملية التعليمية ثلاث مجموعات من معايير التقييم. فتم نشر معايير تقييم الموظفين  عام 1988 ومعايير تقييم البرامج (النسخة الثانية)  عام 1994 ومعايير تقييم الطلاب  عام 2003.
يقدم كل منشور منها بالتفصيل مجموعة من المعايير التي يمكن استخدامها في مختلف البيئات التعليمية، وتقدم المعايير مبادئ توجيهية لإعداد نموذج التقييم المحدد وتطبيقه وقياس فعاليته، كما أن لكل معيار أربع فئات أساسية لتعزيز عمليات التقييم بحيث تكون ملائمة ومفيدة ومجدية ودقيقة.

### معايير تقييم الموظفين
- تقتضي معايير الملاءمة إجراء عمليات التقييم بشكل قانوني وأخلاقي مع مراعاة رفاهية الأشخاص الخاضعين للتقييم والعملاء المشاركين فيه.
- تهدف معايير الفائدة إلى توفير توجيهات لعمليات التقييم كي تكون مؤثرة ودقيقة وتوفر الكثير من المعلومات.
- تقتضي معايير الجدوى أن تكون أنظمة التقييم سهلة التطبيق قدر الإمكان وفعالة في استغلال الوقت والموارد وممولة بشكل كافٍ وقابلة للتطبيق من عدة نواحٍ أخرى.
- تقتضي معايير الدقة أن تتسم المعلومات التي تم الحصول عليها بالدقة من الناحية الفنية وأن يكون هناك رابط منطقي بين الاسنتتاجات والبيانات.

### معايير تقييم البرامج
- تهدف معايير الفائدة إلى ضمان أن يقدم التقييم المعلومات المطلوبة عن المستخدمين المقصودين.
- تهدف معايير الجدوى إلى ضمان أن يتسم التقييم بالواقعية والتعقل والدبلوماسية والحصافة.
- تهدف معايير الملاءمة إلى ضمان إجراء التقييم بشكل قانوني وأخلاقي مع مراعاة رفاهة المشاركين في التقييم إلى جانب المتأثرين بنتائجه.
- تهدف معايير الدقة إلى ضمان كشف التقييم عن معلومات كافية من الناحية الفنية وتتعلق بالخصائص التي تحدد قيمة أو ميزة البرنامج محل التقييم.

### معايير تقييم الطلاب
- تقتضي معايير الملاءمة ضمان إجراء تقييم الطلاب بشكل قانوني وأخلاقي مع مراعاة رفاهية الطلاب وغيرهم من المتأثرين بنتائج التقييم.
- تحث معايير الفائدة على تصميم وتطبيق عمليات تقييم مفيدة ودقيقة، وتوفر المعلومات المناسبة.
- تساعد معايير الجدوى في ضمان أن تتسم عمليات تقييم الطلاب بالقابلية للتطبيق والاقتصاد في التكاليف والملاءمة الثقافية والاجتماعية والسياسية.
- تساعد معايير الدقة في ضمان خروج عمليات تقييم الطلاب بمعلومات سليمة ودقيقة وجديرة بالثقة عن مستوى تعلم الطلاب وأدائهم.

## النقد الموجه لتقييم العملية التعليمية

### التقييم في المدارس التي تعمل بنظام الديمقراطية
لا يجري نموذج سدبري لمدارس التعليم بنظام الديموقراطية أي عمليات تقييم أو تقويم، ولا يوفر سجلات دراسية أو توصيات ولا يقدم أيًا منها، مؤكدة أن هذه العمليات لا تقيم الأشخاص، كما أن المدرسة ليست حكمًا كي تقارن الطلاب بعضهم ببعض أو تقارنهم بمجموعة من المعايير التي يعد وضعها - في وجهة نظرهم - انتهاكًا لحق الطلاب في الخصوصية وحرية الإرادة. فالطلاب يقررون لأنفسهم طريقة قياس تقدمهم باعتبارهم دارسين بدافع ينبع من داخلهم وفي إطار عملية التقييم الذاتي: إنه التعليم الحقيقي الذي يستمر طول العمر والتقييم التعليمي المناسب للقرن الواحد والعشرين، كما يزعمون.
وفقًا لمدارس سدبري (معهد رياز للتعليم والبحث)...، لا تسبب هذه السياسة أذى للطلاب عند انتقالهم إلى الحياة خارج المدرسة، وعلى الرغم من أنهم يعترفون بأنها تزيد من صعوبة العملية، إلا أن هذه الصعوبة تعد جزءًا من تعلم الطلاب لاختيار السبيل الذي يسلكونه ووضع معاييرهم الخاصة وتحقيق أهدافهم.
تساعد سياسة عدم التقييم أو إعطاء درجات على خلق جو خالٍ من المنافسة أو النزاع بين الطلاب للحصول على استحسان المدرسين كما تشجع على توفير بيئة إيجابية من التعاون بين الطلاب.
إن المرحلة النهائية لتعليم سدبري هي تقديم رسالة التخرج، وهذا في حال قرر الطالب خوضها، حيث يكتب كل طالب عن موضوع كيفية إعداد أنفسهم لمرحلة البلوغ ودخول المجتمع على النطاق الواسع، وتقدم هذه الرسالة إلى أعضاء الجمعية الذين يقومون بمراجعتها. وختامًا لسير الرسالة يقدم الطالب دفاعًا شفويًا تُفتح فيه الأبواب أمام الأسئلة والتحديات والتعليقات التي يطرحها جميع أعضاء الجمعية، وفي النهاية، تصوت الجمعية بالاقتراع السري بمنح الطلاب الشهادة من عدمه.

## وصلات خارجية
- American Evaluation Association
  - Topical interest groups (TIGs)
    - Assessment in Higher Education
    - Distance Education and Other Educational Technologies نسخة محفوظة 18 ديسمبر 2005 على موقع واي باك مشين.
    - Extension Education Evaluation
    - Graduate Student and New Evaluators نسخة محفوظة 8 أبريل 2004 at Archive.is
    - PreK-12 Educational Evaluation
    - Teaching of Evaluation نسخة محفوظة 4 يناير 2006 على موقع واي باك مشين.
- American Educational Research Association
  - Division H School Evaluation & Program Development
  - Standards for Educational and Psychological Testing
- Assessment in Higher Education web site.
- Joint Committee on Standards for Educational Evaluation
- The EvaluationWiki نسخة محفوظة 30 مارس 2007 على موقع واي باك مشين. - The mission of EvaluationWiki is to make freely available a compendium of up-to-date information and resources to everyone involved in the science and practice of evaluation. The EvaluationWiki is presented by the non-profit Evaluation Resource Institute نسخة محفوظة 11 مارس 2007 على موقع واي باك مشين..
- Wisconsin Center for Education Research